# 20574 Ochinero
20574 Ochinero è un asteroide della fascia principale. Scoperto nel 1999, presenta un'orbita caratterizzata da un semiasse maggiore pari a 2,3318825 UA e da un'eccentricità di 0,0724674, inclinata di 6,19625° rispetto all'eclittica.